# 伊安尼斯·馬尼亞蒂斯
伊安尼斯·馬尼亞蒂斯（希臘語：Γιάννης Μανιάτης，羅馬化：Giannis Maniatis，1986年10月12日—）是希臘的一位足球選手。在場上司職右後衛。他也代表希臘國家足球隊參賽。

## 外部連結
- Official Panionios profile
- Transfermarkt profile （页面存档备份，存于）
- Guardian Football